# Bo Nagar
Bo Nagar (birmanês:  ဗိုလ်နဂါး)  é um revolucionário birmanês e comandante do Exército do Dragão Real de Mianmar (MRDA). Ele é uma figura proeminente na Revolução da Primavera e na Guerra Defensiva Popular de Mianmar.

## Revolução
Ele comandou a Força de Defesa do Povo de Pale, que tem causado baixas em tropas militares em 2021. Em meio à crescente resistência na Região de Sagaing,  ganhou destaque e a junta militar mianmarense tentou capturá-lo. Ele chefia o Exército do Dragão Real de Mianmar, que está sob o comando do Governo de Unidade Nacional de Myanmar, desde sua formação em janeiro de 2022. Sob sua liderança, 400 soldados governamentais foram mortos em emboscadas segundo o rebelde. Como retaliação, as tropas militares atacaram uma aldeia para procurar Bo Nagar, mataram 20 pessoas e seu primo foi decapitado. Em janeiro de 2022, o conselho militar usou quatro helicópteros para capturar Bo Nagar, mas não teve sucesso. Em 9 de setembro de 2023, Bo Nagar fundou o Exército Revolucionário Nacional da Birmânia (BNRA) e assumiu o papel de seu presidente.